# アクロスプラザ扶桑
アクロスプラザ扶桑（アクロスプラザふそう）は、愛知県丹羽郡扶桑町にある複合商業施設である。

## 概要
2017年（平成29年）7月13日開業。

## テナント

### 商業棟1F
- マックスバリュ 扶桑店
- サンドラッグ 扶桑店
- 眼鏡市場 アクロスプラザ扶桑店
- 西松屋 アクロスプラザ扶桑店
- 一番軒 アクロスプラザ扶桑FC店
- ジーユー アクロスプラザ扶桑店
- フィットイージー 扶桑店

### 商業棟2F
- しまむら アクロスプラザ扶桑店
- ダイソー アクロスプラザ扶桑店

### その他の店舗
- ゲオモバイル アクロスプラザ扶桑店
- セカンドストリート アクロスプラザ扶桑店
- やよい軒 扶桑店

- やよい軒

### かつて存在した店舗
- ゲオ
- サイゼリヤ

- ライトオンビバリー扶桑店
- ミスタードーナツ犬山扶桑ショップ
- オートバックスビバリー扶桑店
- ハードオフ扶桑店
- サイゼリヤアクロスプラザ扶桑店

#### 広報資料・プレスリリースなど一次資料
1. 1 2  アクロスプラザ扶桑